# (5944) Утёсов
(5944) Утёсов (лат. Utesov) — типичный астероид главного пояса, открыт 2 мая 1984 года советским астрономом Людмилой Карачкиной в Крымской астрофизической обсерватории и 15 февраля 1995 года назван в честь российского и советского эстрадного артиста Леонида Утёсова.

## Обнаружение и именование
(5944) Утёсов
Открыт 2 мая 1984 года в Научном Л. Г. Карачкиной.
Назван в память об известном русском певце, музыканте, актёре, основателе и художественном руководителе первого российского театрализованного джаз-бэнда (1929) Леониде Осиповиче Утёсове (1895—1982). Название дано первооткрывателем по случаю сотой годовщины со дня рождения Утёсова по предложению Л. Р. Немировского.
Оригинальный текст (англ.)5944 Utesov
Discovered 1984-05-02 by Karachkina, L. G. at Nauchnyj.
Named in memory of Leonid Osipovich Utesov (1895—1982), famous Russian singer, musician, actor, founder and artistic leader of the first Russian theatricalized jazz band (1929). The name is given by the discoverer on the occasion of one-hundredth anniversary of Utesov's birth, following a suggestion by L. R. Nemirovskij.
Источники: DISCOVERY.DB; M.P.C. 24765.

## Орбита

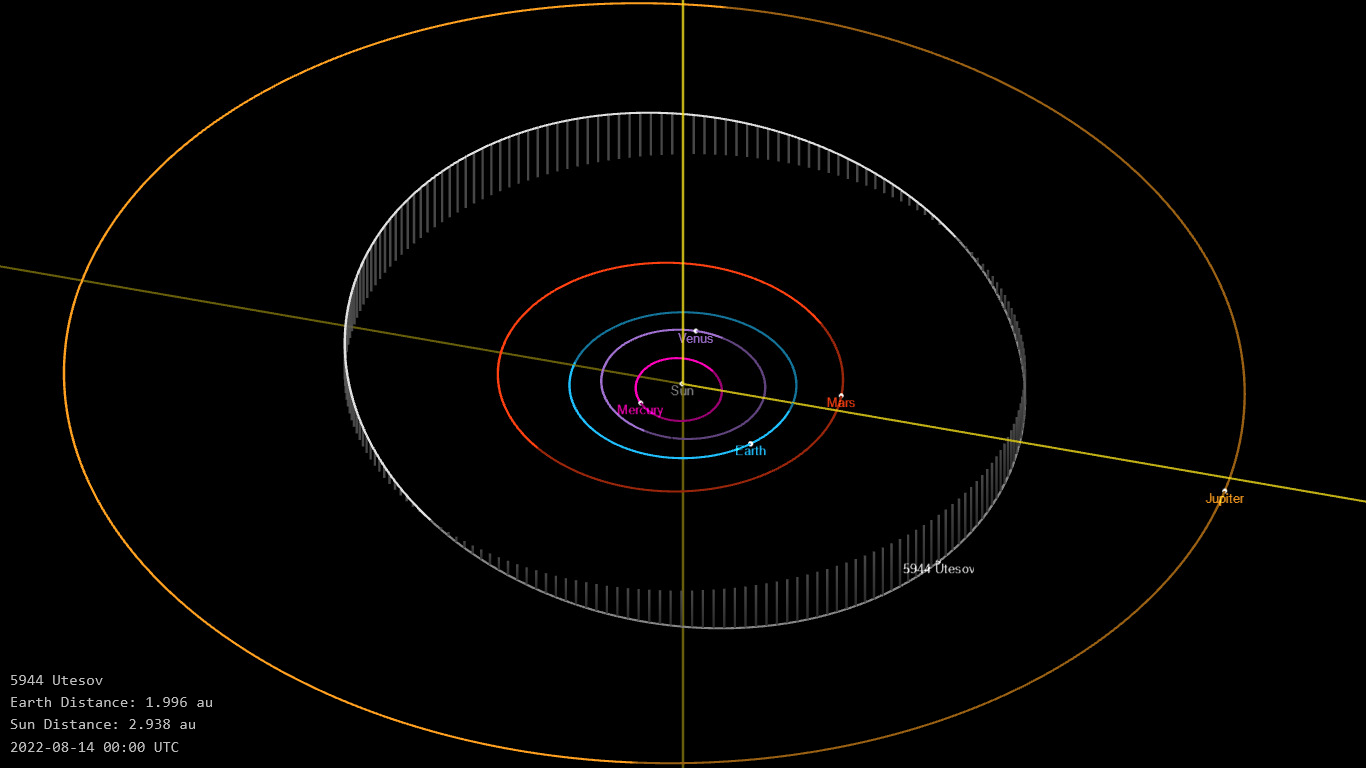
Орбита астероида Утёсов и его положение в Солнечной системе

## Физические характеристики
Астероид относится к таксономическому классу C.
По результатам наблюдений в видимом и ближнем инфракрасном диапазоне космического телескопа NEOWISE диаметр астероида сначала оценивался равным 14,025±0,114 км, позже — 15,08±3,01 км и 13,544±0,128 км. Согласно тем же источникам альбедо оценивается как 0,1426±0,0432, 0,08±0,04 и 0,153±0,041.